# FAREWELL
FAREWELL es el álbum debut de la cantante Tomiko Van lanzado en marzo del 2006 al comenzar su carrera en solitario tras el quiebre de su anterior banda Do As Infinity, que se separó en septiembre del 2005.
El álbum fue lanzado en formatos CD y CD+DVD.

## Información
La técnica utilizada para promocionar fue por decirse menos "distinta" a lo regular en un cantante japonés: el álbum no tuvo ningún sencillo promocional para dar a conocer el trabajo en solitario de Tomiko, y sólo se esperó promocionarlo con el airplay de dos canciones ("Hold Me..." y "farewell") de las cuales también fueron grabados videos musicales (los cuales fueron incluidos en el DVD del álbum).
Por lo general un cantante japonés lo último que lanza es el álbum, tras haber lanzado antes al menos dos o tres sencillos, para dar al consumidor una idea más clara de lo que va a obtener con el álbum, pero en cambio con "FAREWELL" la disquera sólo se valió de "Hold Me..", que había sido lanzada previamente en una compilación de baladas lentas, más "farewell" la cual se convirtió en la canción imagen para el álbum.
Tomiko sorprendió a los fanes con un estilo totalmente distinto a los trabajos previos con su banda Do As Infinity, adentrándose con este nuevo álbum en principalmente las baladas pop/rock, e incluso algunos toques de Jazz dentro de ellas, absolutamente distinto al estilo rock/punk de D·A·I. También fue incluida en el álbum la primera canción que Tomiko grabó ya como artista solista definida: la canción principal de la película de Disney "La Cenicienta" con la canción titulada "A Dream is a Wish Your Heart Makes".

## Canciones
1. farewell - 4:06
2. morning glory - 4:37
3. Urara. (うらら。?)- 4:03
4. Essence - 4:26
5. horoscope - 6:14
6. complacence - 4:09
7. Nue no Naku Yoru (鵺の鳴く夜?) - 3:59
8. HOLY PLANET - 5:13
9. Before Sunset - 5:35
10. Hold Me... - 4:54
11. A Dream is a Wish Your Heart Makes (Bonus Track) - 3:19

- Datos: Q1321855